# 田代大輔
田代 大輔（たしろ だいすけ、1972年8月28日 - ）は、気象予報士、防災士。オフィス気象キャスター株式会社気象キャスターアドバイザー（顧問）。通称「たっしー」。

## 経歴
東京都出身。麻布中学校・高等学校、慶應義塾大学環境情報学部卒業後、日本気象協会入職。2006年度まで9年間、NHKの報道番組で気象情報を担当した。その後気象協会を退職し、2019年までオフィス気象キャスター株式会社代表取締役。現在は気象キャスターアドバイザー（顧問）を務める。
母校の大学出身者の気象予報士でつくる「慶應義塾大学予報士三田会」では副会長。また現在は埼玉県さいたま市で暮らしており、埼玉西武ライオンズをこよなく愛する一面も持つ。
なお、気象予報番組で「広い範囲で」という言葉を多用したのが彼が最初であり、現在なお多くの気象予報士に継承されている。

## 過去の出演番組
- NHKニュース11（1998年4月 - 1999年3月）
- 首都圏ニュース845（1998年4月 - 1999年3月）
- NHKニュースおはよう日本（1999年4月 - 2007年3月）[2]
- イブニング6Plus（とちぎテレビ、2013年4月 - 2020年3月）
- とちテレニュース LIFE
- あさチャン!（TBSテレビ、2018年6月 - 2019年3月不定期で気象解説を担当）

## 著書
- 『お天気歳時記』（2005年/NHK出版）
- 『これならわかる！科学の基礎のキソ 気象』（2015年/丸善出版、監修）
- 『天気予報活用ハンドブック～四季から読み解く気象災害』（2021年/丸善出版、共著）